# John Stockton
John Houston Stockton (* 26. März 1962 in Spokane, Washington) ist ein ehemaliger US-amerikanischer Basketballspieler, der auf der Position des Point Guards spielte. Während seiner aktiven Zeit von 1984 bis 2003 war er ausschließlich für die Utah Jazz in der NBA aktiv. Er galt als beständiger und zuverlässiger Aufbauspieler und Passgeber und wird als einer der besten Point Guards der NBA-Geschichte angesehen. 2009 wurde er in die Naismith Memorial Basketball Hall of Fame aufgenommen.

## Biografie
Nach seiner vierjährigen Collegezeit an der Gonzaga University begann der 1,85 Meter große John Stockton 1984 seine Basketballkarriere in der NBA. Er wurde auf Empfehlung von Jack Gardner von den Utah Jazz an 16. Stelle der Draft ausgewählt. Trotz einer guten Leistung als Einwechselspieler (6,3 Punkte und 3,4 Assists pro Spiel) verpasste er knapp einen Platz im All NBA-Rookie Team. Die ersten Jahre spielte Stockton hinter Rickey Green als sein Ersatzmann. In der Saison 1986/87 spielte Stockton erstmals in der Starting Five (Startformation) und verbesserte seinen Schnitt auf 7,9 Punkte und 8,2 Assists. Obwohl er und Karl Malone gute Leistungen brachten, reichte es nicht für ein Weiterkommen in den Play-offs.
Stockton als Passgeber und Karl Malone als Power Forward spielten dann aber über zehn Jahre erfolgreich zusammen, was ihnen den Beinamen Stockalone einbrachte. Sie waren vor allem für die lehrbuchartige Beherrschung des pick-and-roll-Spielzugs bekannt. Allerdings scheiterten sie in den entscheidenden Spielen immer an Teams, die mannschaftlich besser besetzt waren, so in den NBA-Finalspielen 1997 und 1998 an den Chicago Bulls um Superstar Michael Jordan.
John Stockton beendete 2003 nach 19 Jahren bei den Utah Jazz seine Karriere. Er war damit der Rekordhalter für die meisten Saisons für ein Team, bis er 2015 von Kobe Bryant mit 20 Saisons übertroffen wurde.
Stockton hält eine Reihe individueller Bestleistungen in der Geschichte der NBA: Er ist der beste Passgeber, er hat mit insgesamt 15.806 die mit Abstand meisten Assists aller NBA-Spieler zu Buche stehen. In der Wertung der meisten Assists pro Spiel belegt er hinter Magic Johnson den zweiten Rang. Die meisten Assists in einem einzelnen Spiel gelangen Scott Skiles, mit insgesamt 30 erfolgreichen Vorlagen. Stockton belegt mit 28 Assists den zweiten Platz. Stockton ist zudem der beste Balldieb der NBA-Geschichte und hält den NBA-Rekord mit 3.265 Steals, weit vor Jason Kidd und Chris Paul, die gemeinsam mit 2.684 auf Platz zwei rangieren (Stand Februar 2025). Am 6. April 2009 wurde Stockton gemeinsam mit Michael Jordan, David Robinson und Jerry Sloan in die Naismith Memorial Basketball Hall of Fame aufgenommen.
Seine Söhne Michael und David spielen ebenfalls professionell Basketball. Seine Tochter Laura unterschrieb einen Vertrag, um ab der Saison 2020/21 professionell mit Herner TC in der 1. Damen-Basketball-Bundesliga zu spielen. 2022/23 spielte sie für die TK Hannover Luchse, mit denen sie den Pokalsieg holte und die deutsche Vizemeisterschaft errang.

## Auszeichnungen
- Vizemeister 1996/97 und 1997/98
- 10-facher NBA All-Star (1989–1997 und 2000)
- Gold bei Olympischen Spielen 1992 in Barcelona und 1996 in Atlanta
- Aufnahme in die Liste der 50 besten Spieler aller Zeiten
- Auszeichnung zum wertvollsten Spieler (Co-MVP mit Karl Malone) des All-Star-Games 1993 in Salt Lake City
- Trikotnummer 12 wird von den Utah Jazz nicht mehr vergeben